# Hendrik van Oostenrijk (1828-1891)

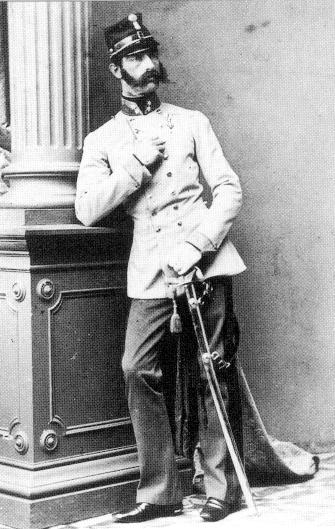
Hendrik van Oostenrijk omstreeks 1870

Hendrik Anton Maria Reinier Karel Gregor (Milaan, 9 mei 1828 – Wenen, 30 november 1891) was aartshertog van Oostenrijk. Hij was een zoon van aartshertog Reinier en Elisabeth van Savoye-Carignano.
Hendrik was officier in het Oostenrijkse leger en gestationeerd in Graz toen hij in 1864 de zangeres Leopoldine Hofmann ontmoette. Zonder toestemming van keizer Frans Jozef huwde hij haar op 4 februari 1868 te Bolzano waarop de keizer hem al zijn titels en functies afnam. Het paar werd uit Oostenrijk verbannen en vestigde zich in Luzern. 
Na de geboorte van een dochter in 1872 verzoende het echtpaar zich weer met de keizer en de familie. Hofmann werd als Edle von Waideck in de adelstand verheven en in 1878 ontving zij de titel barones van Waideck. Hoewel Hendrik in al zijn titels en functies werd hersteld keerde hij niet terug in het leger en leidde met zijn gezin een teruggetrokken leven in Bolzano.
In 1891 waren Hendrik en Leopoldine op weg naar Wenen voor het huwelijk van aartshertogin Louise van Toscane en kroonprins Frederik August van Saksen. Tijdens de reis liepen beide een longontsteking op en overleden vlak na elkaar in de nacht van 29 op 30 november. Ze lieten een dochter na:
- Maria Reiniera (Luzern 21 juli 1872 – Gries 17 februari 1936), gravin van Waideck; ∞ (Wenen 26 juli 1892) don Enrico Lucchesi Palli (Brunnsee 19 augustus 1861 – Alleg 1 maart 1924), prins van Campofranco

Hendrik werd bijgezet in de keizerlijke crypte te Wenen.